# NGC 576
NGC 576 في الفهرس العام الجديد، هي مجرة، تقع في كوكبة العنقاء. اكتشفت في 3 أكتوبر 1834 بواسطة جون هيرشل.

## روابط خارجية
- NGC 576 على موقع ويكي سكاي: DSS2, SDSS, GALEX, IRAS, Hydrogen α, X-Ray, Astrophoto, Sky Map, Articles and images